# Peter Erler
Peter Erler (* 1961 in Weißenfels) ist ein deutscher Historiker. Schwerpunkte seiner Forschung sind die Geschichte deutscher Emigranten in der Sowjetunion sowie sowjetische Speziallager und politische Prozesse in der SBZ/DDR.

## Leben
Peter Erler studierte von 1980 bis 1985 Geschichtswissenschaft und Pädagogik an der Staatlichen Kubanuniversität in Krasnodar. Seit 1992 ist er Mitarbeiter im Forschungsverbund SED-Staat und Mitarbeiter der Gedenkstätte im ehemaligen Stasigefängnis Berlin-Hohenschönhausen. Zudem ist er Redaktionsmitglied der Zeitschrift des Forschungsverbundes SED-Staat.

## Familie
Peter Erler ist verheiratet mit Alina Erler, die aus der Ukraine stammt. Sein Sohn Thomas Ney ist Kommunalpolitiker der Piraten in Oranienburg.

## Schriften
- Peter Erler, Tobias Voigt: Medizin hinter Gittern – Das Stasi-Haftkrankenhaus in Berlin-Hohenschönhausen. Mit einem Vorwort von Hubertus Knabe. Jaron-Verlag, Berlin 2011, ISBN 978-3-89773-673-3.
- Polizeimajor Karl Heinrich. NS-Gegner und Antikommunist. Eine biographische Skizze. Jaron, Berlin 2007, ISBN 978-3-89773-567-5.
- mit Hubertus Knabe: Der verbotene Stadtteil. Stasi-Sperrbezirk Berlin-Hohenschönhausen. Herausgegeben von der Stiftung Gedenkstätte Berlin-Hohenschönhausen. Berlin 2005, ISBN 3-89773-506-7.
- „GPU-Keller“. Arrestlokale und Untersuchungsgefängnisse sowjetischer Geheimdienste in Berlin (1945–1949). Bund der Stalinistisch Verfolgten, Berlin 2005.
- Das Untersuchungsgefängnis des sowjetischen Staatssicherheitsdienstes in Hohenschönhausen 1947–1951. Ein historischer Exkurs. In: Deutschland Archiv. 2005. H. 2, S. 250–258.
- „Lager X“. Das geheime Haftarbeitslager des MfS in Berlin Hohenschönhausen (1952–1974). Fakten – Dokumente – Personen (= Arbeitspapiere des Forschungsverbundes SED-Staat. Nr. 25/1997). Mit einem ausführlichen Vorwort von Hans-Eberhard Zahn. Berlin 1997.
- Zur Problematik der sowjetischen Speziallager in der SBZ/DDR 1945 bis 1950 (PDF; 61 kB). In: Horch und Guck. 1/1994.